# Stor-Ladutjärnen
Stor-Ladutjärnen är en sjö i Skellefteå kommun i Västerbotten och ingår i Sävaråns huvudavrinningsområde.